# James David Forbes
James David Forbes (Edinburgh, 20 april 1809 – Clifton (Bristol), 31 december 1868) was een Schots natuurkundige en glacioloog. Hij was met name actief op het werkgebied van de warmtegeleiding en seismologie. In 1842 vond hij de seismometer uit.

## Biografie
Forbes werd geboren in Edinburgh als vierde zoon van Sir William Forbes, zevende Baronet of Monymusk and Pitsligo (1773-1808) en Williamine Belches of Invermay. Zijn broers waren de advocaat Sir John Stuart Hepburn Forbes en de bankier Charles Forbes.
In 1825 ging Forbes studeren aan de Universiteit van Edinburgh. Reeds op negentiende leeftijd werd hij lid van de Royal Society of Edinburgh en in 1932 lid van de prestigieuze Royal Society Londen. Rond dezelfde tijd onderhield hij een schriftelijke correspondentie met Sir David Brewster, die hem aanmoedigde om onderzoek te gaan doen in de wetenschap. Het jaar erop, in 1833, werd hij benoemd tot hoogleraar natuurfilosofie aan de Universiteit van Edinburgh als opvolger van Sir John Leslie. Hij bleef aan tot 1859, toen hij schoolhoofd werd van United College van St Andrews. Deze functie vervulde hij tot aan zijn overlijden in 1868.

## Werk
Als wetenschapper is Forbes vooral bekend van zijn onderzoek naar warmte en gletsjers. Tussen 1836 en 1844 publiceerde hij in "Transactions of the Royal Society Edinburgh" een viertal artikelen over zijn "Researches on Heat". Voor dit werk ontving hij in 1838 de Rumford Medal. In 1843 werd hij onderscheiden met de Royal Medal voor een artikel over "Transparency of the Atmosphere and the Laws of Extinction of the Sun's Rays passing through it". 
In 1846 voerde Forbes metingen uit naar de temperatuur van de aarde op verschillende dieptes en in verschillende grondsoorten nabij Edinburgh, wat leidde tot de bepaling van thermische geleiding van kalktuf, zandsteen en schoon los zand. Aan het eind van zijn leven hield hij zich bezig met de geleiding van warmte in ijzeren staven.
Zijn aandacht naar het vraagstuk omtrent de beweging van gletsjers in 1840 ontstond nadat hij Louis Agassiz had ontmoet in Glasgow tijdens een bijeenkomst van de British Association. In de daaropvolgende jaren bezocht hij meerdere malen Zwitserland en Noorwegen met als doel het verkrijgen van nauwkeurige meetgegevens van gletsjers. Zijn waarnemingen leidde bij hem tot het inzicht dat een gletsjer een imperfecte vloeistof of een stroperig lichaam is die langs de heling van berg beweegt onder het gewicht van de bovenliggende delen. Gedurende deze expedities voerde hij vele metingen uit naar het kookpunt van water op verschillende hoogtes. Deze meetgegevens, gepubliceerd in 1897, worden vaak in de statistiek aangeduid als Forbes data.
Naast de ruim 150 wetenschappelijke artikelen schreef en publiceerde hij de werken:
- Travels through the Alps of Savoy and Other Parts of the Pennine Chain, with Observations on the Phenomena of Glaciers (1843)
- Norway and its Glaciers (1853)
- A Tour of Mont Blanc and Monte Rosa (1855)
- Occasional Papers on the Theory of Glaciers (1859)

Hij was ook de auteur van "Dissertation on the Progress of Mathematical and Physical Science" (1852), gepubliceerd in de achtste editie van Encyclopædia Britannica. 
- Bibliothèque nationale de France: cb144685913 (data)
- Gemeinsame Normdatei: 119022478
- International Standard Name Identifier: 0000 0001 0815 9348
- Library of Congress Control Number: n84802963
- Nationale bibliotheek van Australië: 35764395
- Nederlandse Thesaurus van Auteursnamen: 262044420
- PIC: 363078
- SNAC: w6445p2h
- Système universitaire de documentation: 059845341
- Trove: 1076819
- Virtual International Authority File: 79532286